# Questione di fiducia
In Italia la questione di fiducia è un istituto della forma di governo parlamentare riservato al Governo, non previsto in Costituzione, ma disciplinato dai regolamenti interni della Camera , in modo più succinto, del Senato nonché dalla legge n. 400/1988, la quale si limita a riconoscere al Governo la facoltà di avvalersi di tale istituto e le modalità per accedervi e vincola il Presidente del Consiglio alle dimissioni in caso di voto contrario del Parlamento ad un suo provvedimento sul quale ha posto la fiducia.
Tale istituto fonda la sua forza vincolante sulla prassi politica, e non deriva la sua legittimazione dalla Costituzione.
L'istituto della questione di fiducia, inoltre, è stabilito soltanto dai regolamenti autonomamente stabiliti da Camera e Senato per il proprio funzionamento interno, i quali sono privi di forza di legge e dunque vincolanti solo per i membri delle Camere e per nessun altro soggetto istituzionale.

## Contenuto
Il governo pone la questione di fiducia su una legge (o più comunemente su un emendamento ad una legge), qualificando tale atto come fondamentale della propria azione politica e facendo dipendere dalla sua approvazione la propria permanenza in carica. Nella pratica politica tale strumento viene usato dal Governo per compattare la maggioranza parlamentare che lo sostiene o per evitare l'ostruzionismo dell'opposizione.
Ponendo la fiducia sulla legge, tutti gli emendamenti decadono e la legge deve essere votata così come è stata presentata; sempre più spesso, tuttavia, essa è posta dal Governo su un proprio maxi-emendamento. Nel caso in cui il Parlamento respinga la questione di fiducia posta dal Governo, quest'ultimo è considerato privo della fiducia della Camera/Senato e pertanto è tenuto a rassegnare il mandato nelle mani del Capo dello Stato. Va inoltre ricordato che tale istituto giuridico richiede modalità garantite (voto nominale dell'atto nella sua interezza e dopo almeno 24 ore), permette un'attività senza ostruzione, mira ad annullare i franchi tiratori che si nascondono dietro il voto segreto e permette una veloce espletazione del processo di legiferazione.

## Ratioe limiti dell'istituto
L'istituto si ricollega al rapporto fiduciario che lega il mandante (Parlamento) al mandatario (Governo) nel momento iniziale della presentazione di questo alle Camere, mediante l'approvazione della mozione di fiducia che lo immette nei pieni poteri di direzione dell'Esecutivo. 
Ci sono altri due casi in cui il governo può sollecitare dalla maggioranza l'approvazione di una mozione di fiducia:
successivamente al "rimpasto" cioè una modifica nella composizione del gabinetto e successivamente alla modifica del programma di governo.
Benché il Regolamento della Camera sia molto restrittivo nell'elencare i casi in cui il Governo non può porre la questione di fiducia, la dottrina vi aggiunge senz'altro almeno un altro caso, quello della revisione costituzionale.

## Riferimenti normativi
- Costituzione della Repubblica Italiana

### Regolamento della Camera dei deputati - Articolo 116
Divieto di porre la questione di fiducia su:
1. regolamenti interni della camera
2. su questioni procedimentali
3. su votazioni per alzata di mano e scrutinio segreto dove espressamente richiesto dal regolamento
4. su votazioni nei confronti di persone
5. su questioni incidentali formali
6. sull'affidamento di disegni di legge in commissione.[1]

### Regolamento del Senato della Repubblica - Articolo 161
La questione di fiducia gode di tre elementi caratteristici definiti dalla giunta per i regolamenti nel 1988:
1 gli articoli su cui è posta la fiducia godono della priorità di votazione; l'approvazione della fiducia comporta automaticamente la reiezione di tutti gli stralci ed emendamenti collegati all'articolo;
2 la questione di fiducia è la cornice all'interno della quale si apre la discussione in merito all'argomento su cui è stata posta;
3 il contingentamento dei tempi è affidato alla regolamentazione ordinaria del Senato.